# Conjunta
Conjunta é, em direito, uma provisão para uma mulher, depois da morte de seu marido. Como definido por Sir Edward Coke, é "uma competente subsistência da propriedade para a esposa, de terras ou habitações, a tomar efeito na posse ou no lucro, após a morte de seu marido, para a vida da mulher, pelo menos, se ela mesma não for a causa da determinação ou do confisco": (Co. Litt. 36b).
Uma conjunta tem dois tipos, legal e equitativa. Uma conjunta legal foi, primeiramente, autorizada pelo Estatuto dos Costumes. Antes deste estatuto marido não tinha direito de uso legal em tais terras, já que era investido de outra para o seu "uso", mas apenas uma propriedade equitativa. Consequentemente, era normal fazer acordos de casamento, da forma mais geral, sendo a maioria, um acordo de propriedade para uso vitalício do marido e da mulher, em locação conjunta, de modo que o todo sobreviveria. Embora, estritamente falando, uma conjunta seja um património comum, limitado a ambos, marido e esposa, em comum aceitação, o termo se estende também a uma única propriedade, limitada somente à esposa.
Os requisitos de uma conjunta legal são:
1. a conjunta deve tomar efeito imediatamente após a morte do marido;
2. deve servir à subsistência da esposa ou a um patrimônio maior, ou ser determinável por seu próprio ato;
3. deve ser feito antes do casamento; se, depois, é anulável a eleição da esposa, com a morte do marido;
4. deve ser expressado estar em conformidade com o contradote, e não de parte dele.

Em equidade, qualquer provisão feita a uma mulher antes do casamento e aceito por ela (não sendo menor de idade), ao invés do contradote, era um barreira para tal. Se a provisão foi feita após o casamento, a esposa não era impedida por essa provisão, embora expressamente previsto estar no lugar do contradote; foi colocado à sua escolha, entre a conjunta e o contradote.
Depois do casamento, uma mulher poderia abrir mão de seu direito ao contradote por uma multa a ser cobrada. Isso significava que, na prática, conjuntas também poderiam ser criadas por acordo um pós-nupcial, desde que a esposa quisesse. Esposas (ou seus parentes, em seu nome), frequentemente pagavam a seus maridos um montante fixo (conhecido como porção) ou, pelo contrário, abriam mão de a sua propriedade, em troca de uma conjunta (geralmente mais de um terço) a ser liquidada com ela, em vida. Isso pode (na prática) estar na forma de uma parte da propriedade toda ou o direito a uma parte específica ou a uma anuidade dela.